# Vitznau
Vitznau is een gemeente en plaats in het Zwitserse kanton Luzern en maakte deel uit van het district Luzern tot op 1 januari 2008 de districten van Luzern werden afgeschaft.
Vitznau telt 1.246 inwoners.
Vitznau is een populaire vakantiebestemming. Het dorp is het startpunt van de bergspoorlijn Vitznau-Rigi Kulm.

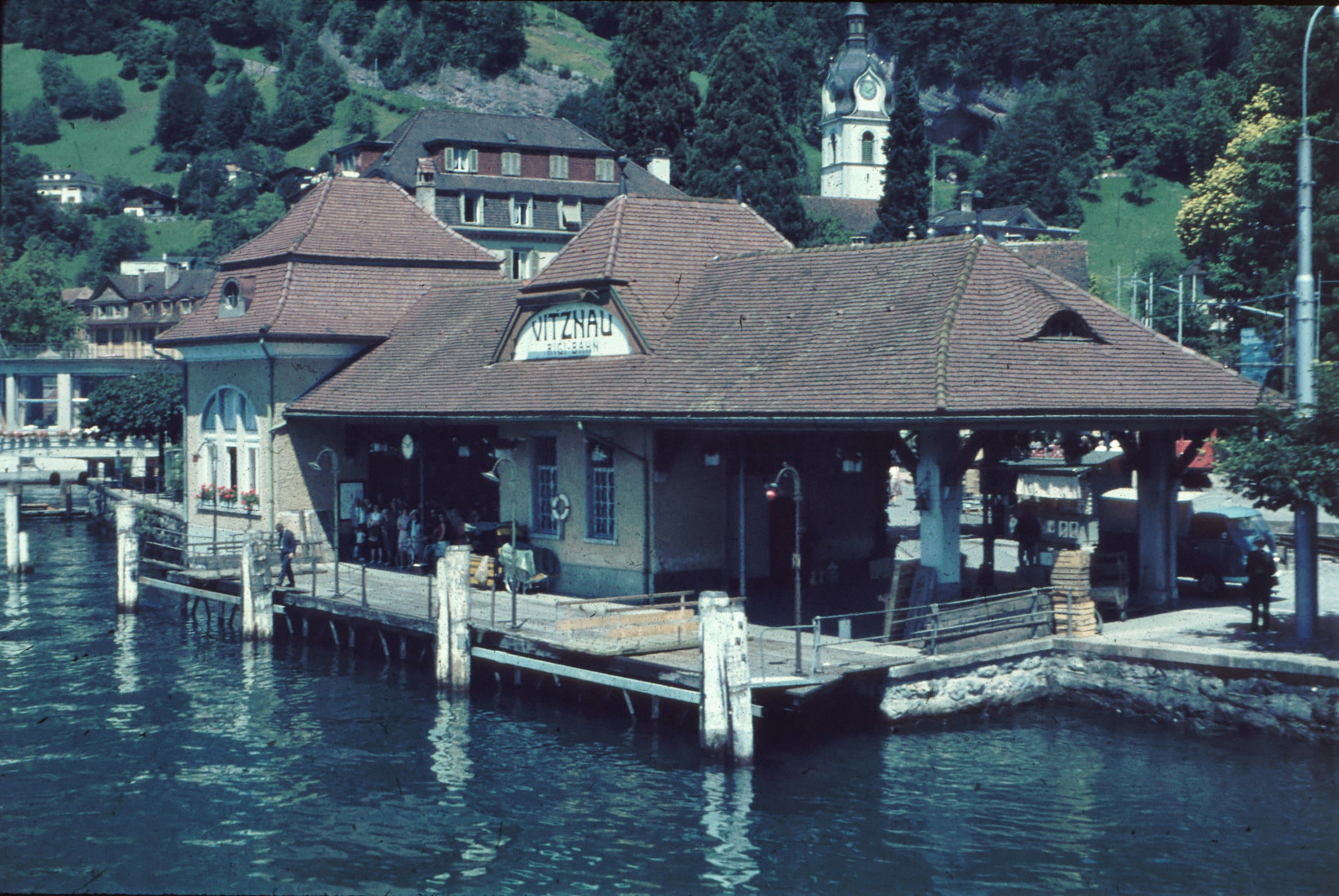
Station Vitznau